# Don Boscokerk (Alkmaar)
De Don Boscokerk, is een voormalige stopwerk in de Noord-Hollandse stad Alkmaar.
De kerk die was gelegen in de wijk Overdie werd in 1961 gebouwd naar ontwerp van architect Van Kranendonk. Het was een kerkgebouw op vierkante grondslag, met een omlopende colonnade van beton onder een hoog tentdak van hout. De vierkante plattegrond liet de mogelijkheid het hoofdaltaar zonder contact met de wanden te plaatsen en de aandacht geheel op de liturgie te richten, te midden van de omsluitende cirkels van de kerkbanken. De piramidevorm van het licht overkragende dak was bewust ontleend aan de West-Friese stolpboerderij. Door de opening boven in het dak viel het licht van bovenaf in de ruimte; tevens was hierin een klok geplaatst. De glas-in-loodvensters tussen de pijlers van de colonnade waren vervaardigd door Joep Nicolas. De kerk werd in augustus 2007 gesloopt door de gemeente, ondanks groeiend verzet van burgers. De mogelijkheden voor herbestemming zijn niet onderzocht. Delen van de glas-in-loodvensters zijn herplaatst in de Alkmaarse Sint-Josephkerk. Het orgel uit 1961, door Jos Vermeulen, is overgeplaatst naar de Protestantse Minderbroederskerk in Roermond.
Het kerkgebouw werd in 2007 gesloopt.